# Az északi-számi nyelv Swadesh-listája
A magyar és az északi számi nyelv 207 szavas Swadesh-listája.

## Bemutatás
Ez a Morris Swadesh amerikai nyelvész alkotta lista olyan alapszókincset tartalmaz, amelyről feltételezhető, hogy minden nyelvben megvan. A listának több változata létezik. Fő változatok:
- a 207 szavas lista, amelyben nem minden szó található meg minden nyelvben (például „kígyó” és „hó”)
- a 100 szavas lista

Ez a lista nem teszi lehetővé a nyelv beszélőivel való kommunikálást, hanem csak a nyelvvel való első érintkezést.
Részletekről lásd a Swadesh-lista szócikket.

## Lista
- A számi szavaknál *-gal jelöl szavak a magyar nyelvű megfelelővel (vagy jelentésváltozás esetén más szóval) rokon szavak.[1]
- A számi mellékneveknek van attributív és predikatív jelentése is, ezt #-jellel különítjük el.
- A ~ jel azt jelenti, hogy egy szónak területenként más formája is lehetséges (főképp a kelet - nyugat különül el így).
- Ha két mássalhangzó között egy '-jel van, az azt jelenti, hogy azt a kapcsolatot akár három mássalhangzóval is írhatnánk, tehát egy hosszan ejtett kapcsolatról van szó.

| Sz.  | Magyar                    | Északi-számi |
| ---- | ------------------------- | --- |
| 1.   | én                        | mun, mon* |
| 2.   | te, ön                    | don, Dii* |
| 3.   | ő                         | son |
| 4.   | mi                        | mii* |
| 5.   | ti, önök                  | dii, Dii* |
| 6.   | ők                        | sii |
| 7.   | ez                        | dat |
| 8.   | az                        | duot |
| 9.   | itt, ide                  | dáppe, deike, deikke |
| 10.  | ott, oda                  | doppe, dohko |
| 11.  | ki, aki                   | gii* |
| 12.  | mi, ami                   | mii* |
| 13.  | hol, ahol, hova, ahova    | gos*, gosa* |
| 14.  | mikor, amikor             | goas, go |
| 15.  | hogy (kérdő), ahogy       | mot ~ movt, got ~ govt |
| 16.  | ne, nem                   | ale, ii (in, it, ii, ean, eahppi, eaba, eat, ehpet, eai) |
| 17.  | egész, minden             | buot, visot, oppa |
| 18.  | sok                       | ollu |
| 19.  | némely                    | muhtin ~ muhtun |
| 20.  | kevés                     | vehá ~ veahá |
| 21.  | más                       | eará |
| 22.  | egy                       | okta* |
| 23.  | kettő                     | guokta* |
| 24.  | három                     | golbma* |
| 25.  | négy                      | njeallje* |
| 26.  | öt                        | vihtta* |
| 27.  | nagy                      | stuorra # stuoras |
| 28.  | hosszú                    | guhkki # guhkes |
| 29.  | bő, széles                | govdat # govda ~ govdes |
| 30.  | vastag                    | gassat # gassa suohkat # suhkkes |
| 31.  | nehéz                     | váigat # váttis |
| 32.  | kis, kicsi                | un'ni # unna, uhcci # uhca, smávis # smávva, baski # baskkes |
| 33.  | rövid                     | likta, lámpá, rul'la |
| 34.  | szűk, keskeny             | baski # baskkes, nákkis, gárži # gáržžes |
| 35.  | vékony                    | asehaš # asehis, fiinis # fiinna, sili # silis |
| 36.  | nő                        | nisu |
| 37.  | férfi                     | olmmái |
| 38.  | ember                     | olbmo |
| 39.  | gyerek                    | mánná |
| 40.  | feleség                   | áhkká, eamit, gálgu |
| 41.  | férj                      | boadnji |
| 42.  | anya                      | eadni |
| 43.  | apa                       | áhčči |
| 44.  | állat                     | eal'li |
| 45.  | hal                       | guolli* |
| 46.  | madár                     | loddi (= magyar lúd)* |
| 47.  | kutya                     | beana (= magyar fene)* |
| 48.  | tetű                      | dihkki |
| 49.  | kígyó                     | bosttagearpmaš, mirkoguovdi |
| 50.  | féreg                     | máhtu |
| 51.  | fa (élő), gyümölcsfa      | muorra |
| 52.  | erdő                      | meahcci vuovdi |
| 53.  | bot                       | soađis |
| 54.  | gyümölcs                  | šaddu, muorji, heđen |
| 55.  | mag                       | siepman |
| 56.  | (fa)levél                 | lasta, luotni |
| 57.  | gyökér                    | veaddi |
| 58.  | (fa)kéreg                 | garra* |
| 59.  | virág                     | rássi, lieđđi |
| 60.  | fű                        | sitnu |
| 61.  | kötél                     | báddi |
| 62.  | bőr                       | liiki, náhkkegiera |
| 63.  | hús                       | biergu, oažži |
| 64.  | vér                       | varra* |
| 65.  | csont                     | dákti |
| 66.  | zsír                      | buoidi |
| 67.  | tojás                     | monni (= magyar mony)* |
| 68.  | szarv                     | čoarvi* |
| 69.  | farok                     | seaibi |
| 70.  | toll                      | dolgi* |
| 71.  | haj                       | vuovttat (tbsz.) |
| 72.  | fej                       | oaivvi |
| 73.  | fül                       | beallji* |
| 74.  | szem                      | čalbmi* |
| 75.  | orr                       | njunni |
| 76.  | száj                      | njálbmi (= magyar nyelv)* |
| 77.  | fog (főnév), zápfog       | bátni, máttabátni |
| 78.  | nyelv                     | giella |
| 79.  | köröm                     | gazza |
| 80.  | lábfej                    | juolgeláhpi |
| 81.  | láb(szár)                 | váhkká |
| 82.  | térd                      | čibbi, buolva |
| 83.  | kéz                       | giehta* |
| 84.  | szárny                    | soadji ~ soadjá |
| 85.  | has                       | čoavji |
| 86.  | belek                     | čoalit (tbsz.) |
| 87.  | nyak                      | čeabet ~ čeabát |
| 88.  | hát                       | sealgi |
| 89.  | mell                      | raddi, čižži |
| 90.  | szív                      | váibmu, čotta* |
| 91.  | máj                       | vuiovvas |
| 92.  | iszik                     | juhkat* |
| 93.  | eszik                     | borrat |
| 94.  | harap                     | gáskit, borrat |
| 95.  | szopik                    | njammat |
| 96.  | (le)köp                   | čolgat |
| 97.  | hány                      | vuovssadit |
| 98.  | fúj                       | bossut |
| 99.  | lélegzik                  | vuoigŋat |
| 100. | nevet, kacag              | boagustit, čaibmat |
| 101. | (meg)lát                  | oaidnit |
| 102. | (meg)hall                 | gullat* |
| 103. | tud                       | dovdat* |
| 104. | gondol, gondolkodik       | gáddit, doaivvut |
| 105. | (meg)szagol               | haksot, háisut |
| 106. | fél                       | ballat |
| 107. | alszik                    | nohkat |
| 108. | él                        | eallit* |
| 109. | (meg)hal                  | jápmit |
| 110. | (meg)öl                   | goddit, sorbmet |
| 111. | verekedik, harcol         | doarrut, doarostit, dáistalit |
| 112. | vadászik                  | meahcástit |
| 113. | csap, (meg)üt             | časkit |
| 114. | (el)vág                   | čuohppat |
| 115. | hasít                     | luddet |
| 116. | (le)szúr, (le)döf         | čuoggut, čugget |
| 117. | kapar, vakar              | gazzut, faskut |
| 118. | ás                        | roggat, goaivut (havat) |
| 119. | úszik                     | vuodjat* |
| 120. | repül                     | girdit |
| 121. | jár                       | vázzit |
| 122. | (el)jön                   | boahtit |
| 123. | lefekszik, fekszik        | veal'lát |
| 124. | leül, ül                  | čohkkát |
| 125. | feláll, áll               | lihkadit, lávket |
| 126. | forog                     | jorrat, joradit |
| 127. | esik                      | gahččat , čalgat |
| 128. | ad                        | addit* |
| 129. | fog (ige)                 | atnit, doallat |
| 130. | szorít                    | bohčit, čárvut ~ čárvet |
| 131. | dörzsöl                   | ruv'vet |
| 132. | (meg)mos                  | bassat |
| 133. | (meg)töröl                | sihkkut, njámmat, ráhput |
| 134. | (meg)húz                  | gaikut, gavvit, njaldit |
| 135. | (meg)tol                  | hoigadit, hoigat |
| 136. | dob                       | bálkestit, suhppet, suohpput |
| 137. | (meg)köt                  | čuolbmat |
| 138. | (meg)varr                 | goarrut |
| 139. | (meg)számol               | lohkat |
| 140. | (meg)mond                 | dadjat, lohkat, cealkit |
| 141. | (el)énekel                | juoiggat |
| 142. | játszik                   | stoahkat, duhkoraddat, stullat |
| 143. | lebeg, úszik              | libardit, libaidit |
| 144. | folyik                    | golgat |
| 145. | megfagy, fagyaszt         | galbmot, šuvččagit |
| 146. | (meg)dagad, (meg)duzzad   | báisat, bohtanit, čárdnat |
| 147. | nap                       | Beaivi |
| 148. | hold                      | mánnu |
| 149. | csillag                   | násti |
| 150. | víz                       | čáhci |
| 151. | eső                       | arvi, borga |
| 152. | folyó                     | johka |
| 153. | tó                        | jávri |
| 154. | tenger                    | mearri |
| 155. | só                        | sálti |
| 156. | kő                        | geađgi |
| 157. | homok                     | sáttu |
| 158. | por                       | gavja |
| 159. | föld                      | eana |
| 160. | felhő                     | balva* |
| 161. | köd                       | mierká (téli köd), skoaddu (nem téli) |
| 162. | ég                        | albmi |
| 163. | szél                      | biegga |
| 164. | hó                        | muohta, skálvi (mély hó), šalka (jól letaposott hó), ceavcci (megkeményedett hó), vahca (új hó, vékony hó), jassa (cipővel a házba bevitt hó), šeaηáš (darabos hó) |
| 165. | jég                       | jiekŋa |
| 166. | füst                      | suovva |
| 167. | tűz                       | dolla |
| 168. | hamu                      | gutna |
| 169. | (el)ég                    | buollit, goddot |
| 170. | út                        | geaidnu |
| 171. | hegy                      | várri |
| 172. | piros, vörös              | ruoksat # rukses |
| 173. | zöld                      | ruoná, ruonas |
| 174. | sárga                     | fiskat # fiskes |
| 175. | fehér                     | vielgat # vilges (= magyar világos) |
| 176. | fekete                    | čáhppat # čáhppes |
| 177. | éj(szaka)                 | idja* |
| 178. | nap(pal)                  | beaivi |
| 179. | év                        | jahki |
| 180. | meleg                     | liekkas # liegga, bivval # bivvalis (például időjárás) |
| 181. | hideg                     | galmmas galbma, čoaskkis # čoaska (például idő, szél) |
| 182. | tele                      | dievas, ollis # olles |
| 183. | új                        | ođđa # ođas |
| 184. | régi                      | boaris # boares |
| 185. | jó                        | buorre |
| 186. | rossz                     | headju # heajos, fuotni # fuones, heittot |
| 187. | korhadt, rothadt          | guohca |
| 188. | piszkos, koszos           | duolvvas # duolva |
| 189. | egyenes                   | njuolgat # njulges, ollis # olles |
| 190. | kerek                     | jorbbas #jorba, jorbat # jorbes |
| 191. | éles                      | bastil # bastilis, cogas # cohka (például hang) |
| 192. | tompa                     | dulppas # dulpe- |
| 193. | sima                      | šallat # šal'les |
| 194. | nedves                    | njuoskkas # njuoska, čázas # čáhce- |
| 195. | száraz                    | goikkis # goike- |
| 196. | helyes                    | albma, vuoigat # vuiges |
| 197. | közeli, közel             | lagas |
| 198. | messzi, messze            | duhkkin |
| 199. | jobb (a „bal” ellentéte)  | rivttes # rievttes |
| 200. | bal                       | gurut |
| 201. | -nál/-nél, -hoz/-höz/-hez | luhtte ~ luhtti, lusa |
| 202. | -ban/-ben, -ba/-be        | -s, -ái, -ii |
| 203. | -val/-vel                 | -iin (esz.), -guin (tbsz.) |
| 204. | és                        | ja |
| 205. | ha                        | jos ~ jus |
| 206. | mert                      | dasgo, dainnago, daningo |
| 207. | név                       | namma* |